# Agny
Agny [aɲi] ist eine französische Gemeinde mit 1.863 Einwohnern (Stand 1. Januar 2022) im Département Pas-de-Calais in der Region Hauts-de-France (bis 2015 Nord-Pas-de-Calais). Sie gehört zum Arrondissement Arras und zum Gemeindeverband Arras.

## Geographie
Die Gemeinde Agny, das hauptsächlich von der Landwirtschaft lebt, liegt fünf Kilometer südwestlich der Innenstadt von Arras. Das Gemeindegebiet wird vom Flüsschen Crinchon durchquert.

## Geschichte

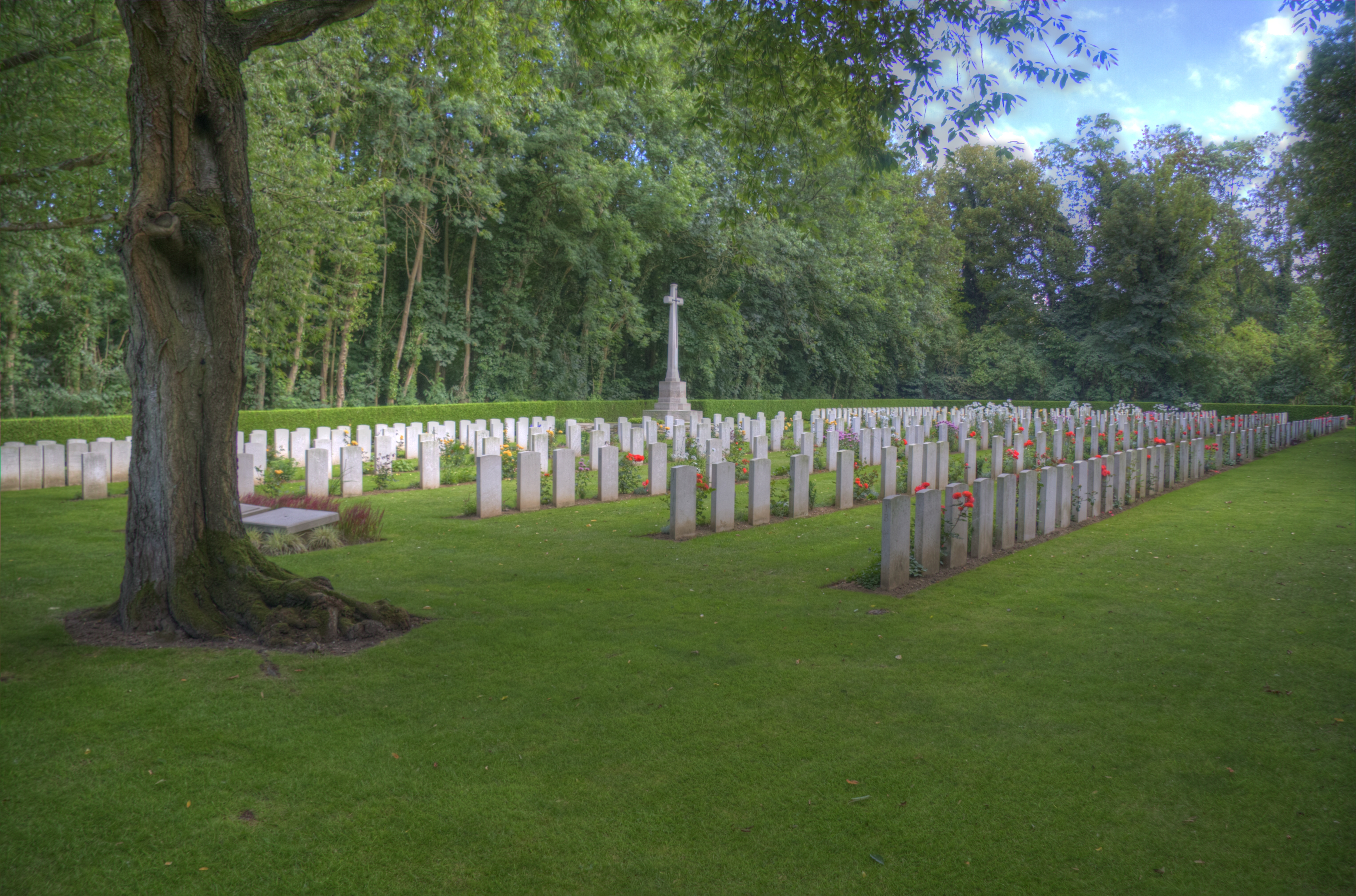
Der britische Soldatenfriedhof in Agny, wo auch der Dichter Edward Thomas begraben ist

### Erster Weltkrieg
Nachdem im August 1914 der Erste Weltkrieg ausgebrochen war, marschierten bereits im September die ersten Truppen des Deutschen Heers in das Gebiet ein. Agny befand sich bald an der Frontlinie. Da der Ort an einer Eisenbahnstrecke lag, wurde er zu einem umkämpften Stützpunkt. Im Oktober 1914 rückten die deutschen Truppen mittels eines sehr aggressiven Kampfstils vor.
Am 25. September 1915 fand in Agny eine blutige Schlacht statt. Die 135. Infanterie der französischen Armee, die im Verbund mit den britischen Armee kämpfte, verlor dort 38 Offiziere, 1162 Soldaten wurden getötet oder verwundet. Trotz des heftigen Kampfes blieb die 1860 errichtete Stadthalle unzerstört.

### Zweiter Weltkrieg
Als der Zweite Weltkrieg ausbrach, besetzte die eindringende Wehrmacht bald die Gemeinde. Die ersten Widerstandsgruppen wurden kurz danach ins Leben gerufen. Der damalige Bürgermeister Philibert Cleret führte einige riskante Aktionen durch und wurde schließlich verhaftet, interniert und anschließend deportiert. Am 10. März 1945 starb er im Konzentrationslager Buchenwald.

### Bevölkerungsentwicklung
| Jahr                       | 1962 | 1968 | 1975 | 1982 | 1990 | 1999 | 2006 | 2012 | 2021 |
| -------------------------- | ---- | ---- | ---- | ---- | ---- | ---- | ---- | ---- | ---- |
| Einwohner                  | 1033 | 1083 | 1291 | 1232 | 1963 | 1954 | 1088 | 2799 | 2752 |
| Quellen: Cassini und INSEE |      |      |      |      |      |      |      |      |      |

## Sehenswürdigkeiten
- Kirche Saint-Laurent (wiederaufgebaut im 20. Jahrhundert)

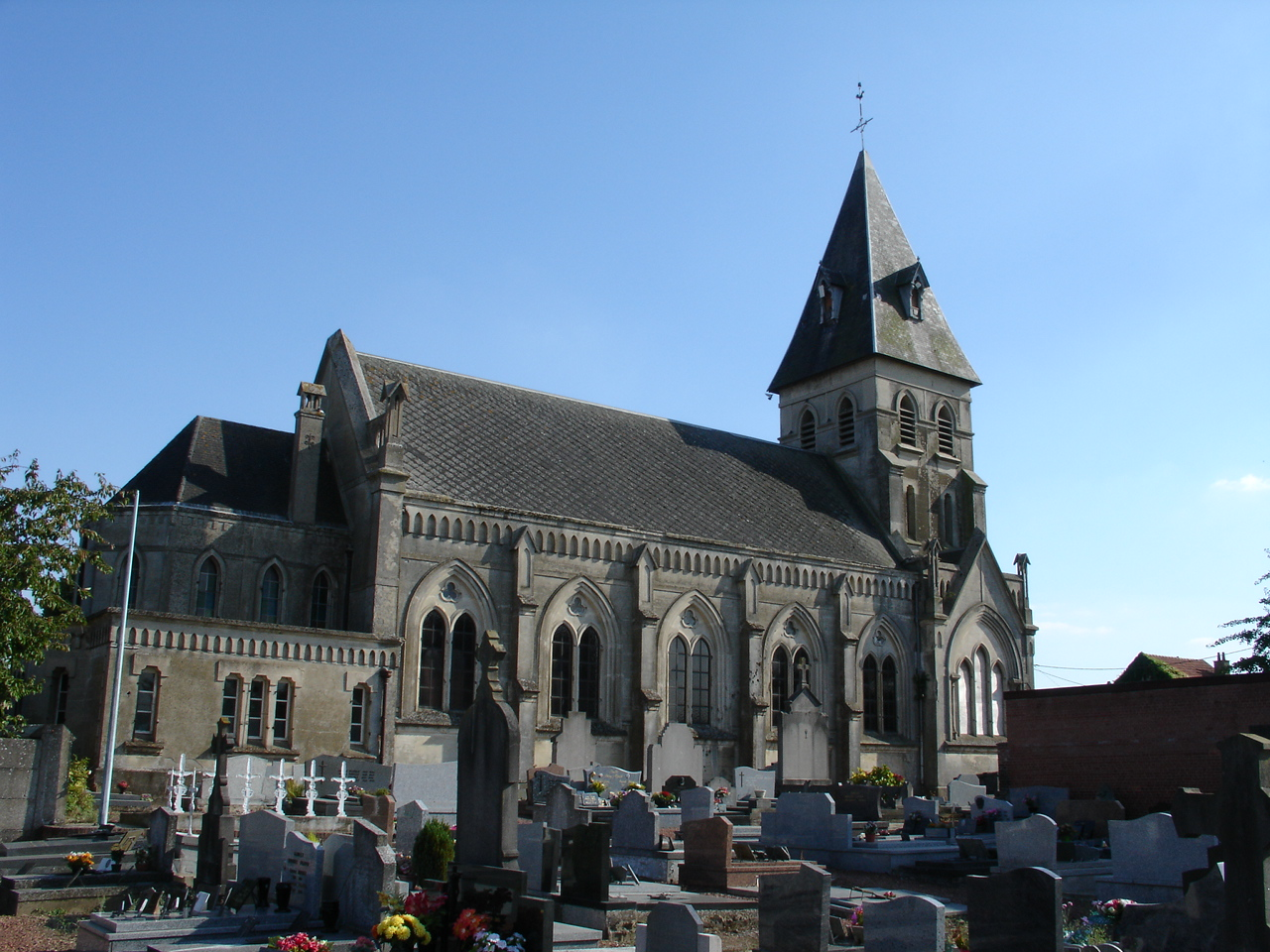
Kirche Saint-Laurent
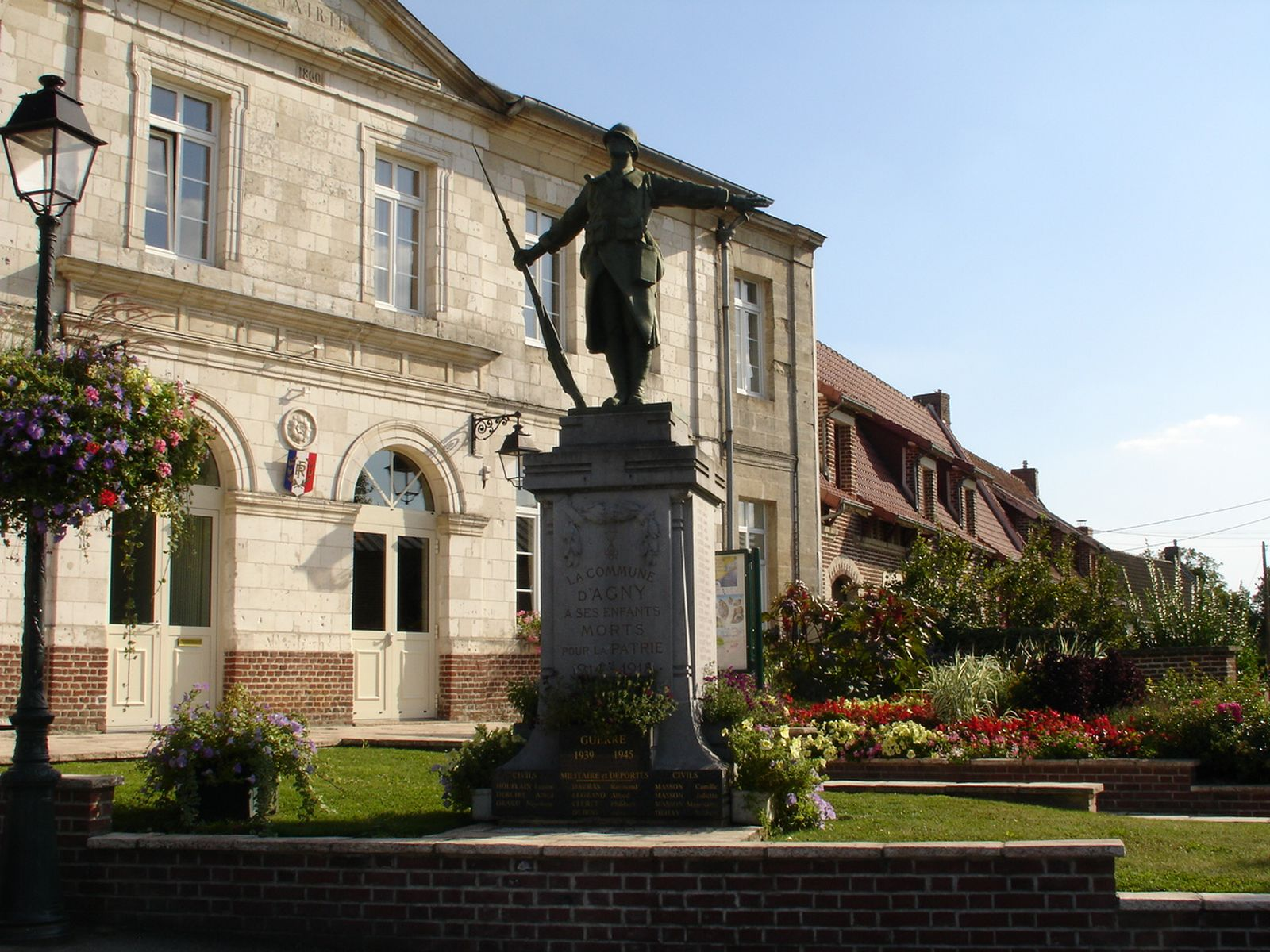
Gefallenendenkmal